# Yawajaba Island
Yawajaba Island är en ö i Australien. Den ligger i delstaten Western Australia, omkring 2 000 kilometer nordost om delstatshuvudstaden Perth. Arean är 13,1 kvadratkilometer. Den sträcker sig 6,1 kilometer i nord-sydlig riktning, och 5,3 kilometer i öst-västlig riktning.